# Єдина автоматизована система керування вантажними перевезеннями Укрзалізниці
Єдина автоматизована система керування вантажними перевезеннями Укрзалізниці (АСК ВП УЗ-Є) — введена в промислову експлуатацію 7 липня 2012 року. Експлуатує систему Головний інформаційно-обчислювальний центр Укрзалізниці.

## Історія
Над створенням системи понад три роки працювало 150 українських розробників, складено близько 5 тисяч томів технічної документації. Забезпечували запуск 500 спеціалістів Укрзалізниці та залізниць України.

## Характеристики
Система об'єднала в собі електронні бази даних з усіх шести залізниць України. Система забезпечує прийняття оперативних управлінських рішень, середньострокове та довготермінове планування усіх ресурсів залізничного транспорту. Новий центр опрацювання даних (ЦОД) базується на основі техніки IBM P780, системи управління базами даних Oracle і прикладного програмного забезпечення розробки українських спеціалістів ДП «Проектно-конструкторське технологічне бюро з автоматизації систем управління на залізничному транспорті України».
Нині до системи підключено тисячі термінальних пристроїв, за допомогою яких працівники залізничного транспорту всіх базових рівнів, починаючи від чергових по станціях, операторів локомотивних і вагонних депо, товарних касирів та закінчуючи керівниками мають змогу отримати інформацію свого рівня, яка дозволяє ефективно управляти вантажними перевезеннями.
У складі АСК ВП УЗ-Є задіяно більше 40 тис. програмних компонентів (програм, таблиць, інше).
У системі АСК ВП УЗ-Є встановлено понад 1200 логічних контролів різних видів.
Щодоби в системі опрацьовується понад 650 тис. запитів, у тому числі базоформуючих понад 250 тис. та інформзапитів понад 204 тисячі.
Середній час обробки повідомлень — менше 0.8 секунди на кожному з майже 100 потоків обробки.
Система обслуговує більше 25 тис. користувачів 12 господарств Укрзалізниці.
Середньодобове навантаження на програмно-апаратний комплекс АСК ВП УЗ-Є у перші два тижня роботи становить 44%, а у години пік — до 74%.